# LV Близнецов
LV Близнецов (лат. LV Geminorum) — одиночная переменная звезда в созвездии Близнецов на расстоянии приблизительно 14 025 световых лет (около 4 300 парсек) от Солнца. Видимая звёздная величина звезды — от +16,5m до +11,8m.

## Характеристики
LV Близнецов — красная углеродная пульсирующая медленная неправильная переменная звезда (LB:) спектрального класса C(N:). Эффективная температура — около 3567 К.